# 田沼駅
田沼駅（たぬまえき）は、栃木県佐野市栃本町にある東武鉄道佐野線の駅である。特急「リバティりょうもう」停車駅。駅番号はTI 37。

## 歴史
- 1889年（明治22年）：安蘇馬車鉄道の駅と開設[注釈 1]
- 1894年（明治27年）3月20日 - 佐野鉄道の駅として改めて開業[1][注釈 2]。
- 1912年（明治45年）3月30日 - 東武鉄道が佐野鉄道を合併したことに伴い、同社の佐野線の駅となる[1]。
- 2025年（令和7年）6月7日 - 佐野市に拠点を置くクリケットと地元産業である漆喰のPRの一環として、当駅の駅舎外観を漆喰で装飾し、副駅名「佐野市国際クリケット場」を導入[4]。

## 駅構造
島式ホーム1面2線を有する地上駅。駅舎は線路の西側にあり、ホームとは地下道により連絡している。

### のりば
| 番線 | 路線   | 方向 | 行先     |
| ---- | ------ | ---- | -------- |
| 1    | 佐野線 | 下り | 葛生方面 |
| 2    | 佐野線 | 上り | 館林方面 |

## 利用状況
2024年度の1日平均乗降人員は870人である。
近年の1日平均乗降人員の推移は下表の通りである｡
| 年度               | 1日平均 乗降人員 | 出典       |
| ------------------ | ---------------- | ---------- |
| 2001年（平成13年） | 1,424            |            |
| 2002年（平成14年） | 1,385            |            |
| 2003年（平成15年） | 1,379            |            |
| 2004年（平成16年） | 1,270            |            |
| 2005年（平成17年） | 1,189            |            |
| 2006年（平成18年） | 1,120            |            |
| 2007年（平成19年） | 1,114            |            |
| 2008年（平成20年） | 1,102            |            |
| 2009年（平成21年） | 1,041            |            |
| 2010年（平成22年） | 977              |            |
| 2011年（平成23年） | 926              |            |
| 2012年（平成24年） | 923              |            |
| 2013年（平成25年） | 974              |            |
| 2014年（平成26年） | 962              |            |
| 2015年（平成27年） | 1,010            |            |
| 2016年（平成28年） | 990              |            |
| 2017年（平成29年） | 965              |            |
| 2018年（平成30年） | 1,023            |            |
| 2019年（令和元年） | 979              |            |
| 2020年（令和02年） | 698              |            |
| 2021年（令和03年） | 748              | [ 東武 2 ] |
| 2022年（令和04年） | 773              | [ 東武 3 ] |
| 2023年（令和05年） | 832              | [ 東武 4 ] |
| 2024年（令和06年） | 870              | [ 東武 1 ] |

## 駅周辺
駅の北側のロータリー付近に日本列島中心の町の碑が設立されている。
- 佐野市田沼行政センター（旧・田沼町役場）
- 佐野市立田沼図書館
- アリーナたぬま
- 佐野市民病院
- 田沼郵便局
- 唐沢山神社
- 一瓶塚稲荷神社（初午祭で有名）
- 佐野市国際クリケット場（徒歩25分）※旧田沼高校跡地

## バス路線
最寄りのバス停は「角町」停留所であり、下記の各路線が発着する。
| 停留所 | 運行事業者                          | 系統                   | 行先                         |
| ------ | ----------------------------------- | ---------------------- | ---------------------------- |
| 角町   | 佐野市生活路線バス （さーのって号） | 田沼葛生線5系統・6系統 | 葛生駅南バス回転場 ／ 佐野駅 |

## 隣の駅
東武鉄道
 佐野線
- ■特急「リバティりょうもう」停車駅

■普通
吉水駅 (TI 36) - 田沼駅 (TI 37) - 多田駅 (TI 38)